# IC 4187
IC 4187 је елиптична галаксија у сазвјежђу Ловачки пси која се налази на листи објеката дубоког неба у Индекс каталогу.
Деклинација објекта је + 36° 17' 54" а ректасцензија 13h 5m 59,7s. Привидна величина (магнитуда) објекта IC 4187 износи 14,9 а фотографска магнитуда 15,9. IC 4187 је још познат и под ознакама MCG 6-29-32, PGC 45333.